# Слабковиці
Слабковиці (пол. Słabkowice) — село в Польщі, у гміні Бусько-Здруй Буського повіту Свентокшиського воєводства.
Населення — 250 осіб (2011).
У 1975-1998 роках село належало до Келецького воєводства.

## Демографія
Демографічна структура на день 31 березня 2011 року:
|          | Загалом | Допрацездатний вік | Працездатний вік | Постпрацездатний вік |
| -------- | ------- | ------------------ | ---------------- | -------------------- |
| Чоловіки | 123     | 24                 | 81               | 18                   |
| Жінки    | 127     | 26                 | 62               | 39                   |
| Разом    | 250     | 50                 | 143              | 57                   |